# Anosia reducta
Anosia reducta är en fjärilsart som beskrevs av Abel Dufrane 1948. Anosia reducta ingår i släktet Anosia och familjen praktfjärilar. Inga underarter finns listade i Catalogue of Life.